# 狄氏斧蛤
狄氏斧蛤（学名：Chion dysoni），是帘蛤目斧蛤科Chion的一种。主要分布于中国大陆、台湾，常栖息在潮间带。